# جورج لانسبوري
جورج لانسبوري (بالإنجليزية: George Lansbury)‏ هو سياسي ومصلح اشتراكي بريطاني ولد في يوم 21 فبراير 1859، أصبح زعيماً لحزب العمال من سنة 1932 إلى سنة 1935، كما أصبح وزير الأعمال من سنة 1929 إلى سنة 1931، نادى ضد السلطوية ونادى لأجل العدالة الاشتراكية وحقوق المرأة والسلم العالمي ونزع السلاح، كان في البداية ليبرالياً راديكالياً ثم أصبح اشتراكياً في عقد 1890، وقد عرف بإيمانه المسيحي مع فترة شكوك مر بها. نادى بتصويت المرأة في الانتخابات وقد سجن في وقت سابق لدعمه العلني لجماعة مسلحة. في سنة 1910 أنتخب كعضو في في البرلمان البريطاني ودعم الثورة الاشتراكية في روسيا في سنة 1917، في سنة 1929 إشترك في حكومة رامزي ماكدونالد وأصبح وزير الأعمال، في سنة 1931 أنتخب كزعيم لحزب العمال، دعى إلى السلمية أثناء موجه صعود الفاشية في أوروبا ووضع حزبه بمنأى عنها، رفضت توجهاته تلك مما أدى به لترك منصبه في سنة 1935، قضى سنواته الأخيرة يتجول بين أوروبا والولايات المتحدة في محاولة للسلام ونزع السلاح وتوفي في سنة 1940. كان متزوج وكان له 12 ابن ومن ضمن أحفاده الممثلة أنجيلا لانسبوري.

## النشأة
وُلد جورج في هالسوورث في مقاطعة سوفولك في 22 فبراير 1859. كان الثالث من بين تسعة أطفال مولودين لعامل في السكك الحديدية، اسمه جورج لانسبوري أيضًا، وآن لانسبوري (فيريس قبل الزواج). شمل عمل جورج الإشراف على طواقم بناء السكك الحديدية؛ كانت العائلة في تنقل دائم، وكانت ظروف معيشتهم بسيطة. عبر والدته وجدته ذاتي العقلية التقدمية، أصبح جورج الشاب مُلمًا بأسماء كبار المصلحين المعاصرين – غلادستون، ريتشارد كوبدن وجون برايت – وبدأ بقراءة صحيفة رينولدز المتطرفة. وبحلول عام 1868، كانت العائلة قد انتقلت إلى الطرف الشرقي من لندن، وهي المنطقة التي عاش لانسبوري فيها وعمل كل حياته تقريبًا.
وصف كاتب المقالات رونالد بلايث الطرف الشرقي في ستينيات وسبعينيات القرن التاسع عشر بأنه «إنجليزي بشكل شديد... كانت الشوارع التي سوَّدها الدخان ممتلئة بحشود أميين. الذين بقوا على قيد الحياة خلال حماسة خالصة كما الطيور». ارتاد لانسبوري المدارس في بيثنال غرين ووايت تشابّل، وتخللها نوبات عمل. شغل سلسلةً من الوظائف اليدوية، من ضمنها العمل بوظيفة مقاول فحم بالشراكة مع شقيقه الأكبر، جيمس، في تحميل وتفريغ عربات الفحم. كان هذا عملًا مجهدًا وخطيرًا، وأدى إلى ما لا يقل عن حادثٍ واحد شبه مميت.
خلال مراهقته وبلوغه المبكر، كان لانسبوري يرتاد المعرض العام بانتظام في مجلس العموم، حيث سَمع وتذكر الكثير من خطابات غلادستون حول مشكلة السياسية الخارجية الرئيسية لذلك الوقت، »المسألة الشرقية«. كان حاضرًا في أعمال الشغب التي اندلعت خارج منزل غلادستون في 24 فبراير 1878 بعد اجتماع سلام في هايد بارك. يكتب شيفرد أن ليبرالية غلادستون، المطالبةً بالتحرر، والحرية ومصالح المجتمع »مزيج متهور ترك علامةً لا تُمحى« على لانسبوري الشاب.
توفي جورج لانسبوري الأب عام 1875. التقى جورج الشاب تلك السنة بإليزابيث براين ذات الأربعة عشر عامًا، والتي امتلك والدها آيزاك براين معمل نشارةٍ محلي. تزوج الاثنان في النهاية عام 1880، في كنيسة أبرشية وايت تشابّل، حيث كان الكاهن، جاي. فرانكلن كيتو المرشد الروحي للانسبوري ومستشاره. بعيدًا عن فترة الشك في تسعينيات القرن التاسع عشر حيث رفض الكنيسة لفترة مؤقتة، بقي لانسبوري أنجيليكيًا حتى وفاته.

### أستراليا
في عام 1881، وُلدت أول أطفال لانسبوري الإثني عشر، بيسي، وتبعتها ابنة أخرى، آني، عام 1882. في سعيه لتحسين إمكانيات عائلته، قرر لانسبوري أن أفضل آمالهم تكمن في الهجرة إلى أستراليا. وصف الوكيل العام لكوينزلاند في لندن أرضًا من الفرص التي لا حدود لها، مع عمل للجميع؛ جمع لانسبوري وبيسي الأموال الضرورية للرحلة البحرية، وهو مغوى بهذه الدعوى، وفي مايو 1884 أبحرا مع أطفالهما إلى بريزبان. في رحلتهم البحرية الخارجية، عانت العائلة من المرض، المشقة والخطر؛ وفي إحدى المرات كادت أن تغرق السفينة خلال الرياح الموسمية. وعند وصولهم إلى بريزبان في يوليو 1884، وجد لانسبوري ما يناقض وعود وكيل لندن، كان هنالك فائض في العمال وكان من الصعب الحصول على العمل. 
تبين أن وظيفته الأولى، تكسير الأحجار، متعبة جدًا جسديًا؛ انتقل إلى وظيفة ذات أجر أفضل وهي سائق شاحنة صغيرة، ولكنه فُصل من العمل، لأنه رفض العمل أيام الأحد، لأسباب دينية. ثم تعاقد للعمل على مزرعة تبعد حوالي 80 ميلا نحو الداخل، ليجد أن رئيسه في العمل خدعه بخصوص ظروف العيش وشروط التوظيف.
لعدة أشهر، عاشت عائلة لانسبوري في بؤس شديد قبل أن حصل لانسبوري على إعفاءٍ من العقد. في بريزبان، عمل لفترة في ملعب بريزبان للكريكت المبني حديثًا. وباعتباره متابعًا تواقًا للعبة كان يأمل أن يرى الفريق الإنجليزي الجوال الزائر يلعب ولكن، كما يُدون كاتب السيرة الشخصية للانسبوري رايموند بّوستغيت، »عَلم أن مشاهدة الكريكت لم تكن من مُتع العمال«.
خلال فترة عمله في أستراليا، كان لانسبوري يرسل الرسائل لوطنه، يكشف فيها الحقيقة حول الظروف التي تواجه المهاجرين. كتب لصديق في مارس 1885: »الميكانيكيون غير مرغوب بهم. عمال المزارع غير مرغوب بهم ... المئات من الرجال والنساء غير قادرين على الحصول على عمل ... الشوارع قذرة ليلًا ونهارًا، ولو كان لدي أخت فأنا أفضل أن أقتلها بالرصاص بدلًا من رؤيتها تولد في هذا الجحيم الصغير على الأرض«. في مايو 1885، تركت عائلة لانسبوري أستراليا للأبد، بعد حصولهم على أموال للرحلة البحرية إلى وطنهم من آيزاك براين.

## الليبرالي المتشدد

### حملاته الأولى
عند عودته إلى لندن، تولى وظيفةً في متجر براين للأخشاب. وقام بحملات في وقت فراغه ضد النشرات التجارية الزائفة التي يقدمها وكلاء الهجرة الاستعماريون. أثار خطابه إعجاب المبعوثين في مؤتمر الهجرة في كلية كينجز في لندن في أبريل 1886؛ وبعد ذلك بفترة قصيرة، أنشأت الحكومة مكتب معلومات الهجرة تحت قيادة المكتب الاستعماري. كان المطلوب من هذه الهيئة توفير معلومات دقيقة عن حالة سوق العمل في ممتلكات الحكومة ما وراء البحار.

### انتخابات مجلس مقاطعة لندن،1889
وافق لانسبوري عام 1888 على العمل بوظيفة وكيل انتخابات لجين كوبدن، التي كانت تتنافس في الانتخابات الأولى لمجلس مقاطعة لندن (أل سي سي) المتشكل حديثًا باعتبارها مرشحةً ليبراليةً لقطاع باو وبروملي. كانت كوبدن الابنة الرابعة لرجل الدولة المتشدد الفّيكتوري ريتشارد كوبدن، وكانت من المناصرات الأوائل لحق النساء في الاقتراع. اقترحت جمعية دعم النساء كأعضاء مجلس المقاطعة (أس بّي دبليو سي سي)، وهي مجموعة جديدة لحقوق النساء كوبدن لتكون مرشحة باو وبروملي ومارغريت ساندهرست لبريكستون. قدَّم لانسبوري الاستشارة لكوبدن في المسائل التي تقلق الناخبين في الطرف الشرقي: السكن للفقراء، وإنهاء العمالة المُستغلة، وحقوق التجمع العام، وسلطة الشرطة. تم تجاهل مسائل معينة تخص حقوق المرأة بشكل كبير خلال الحملة. انتُخبت كلا المرأتان في 19 يناير 1889؛ كانت هذه الانتصارات، مع ذلك، ذات عمر قصير. هوجمت مؤهلات ساندهرست للعمل كمستشارة المقاطعة بشكل ناجح في المحاكم من قبل معارضي الحزب المحافظ على أساس جنسها، ورُفض استئنافها اللاحق. لم تُهاجَم كوبدن على الفور، ولكن في إبريل 1891، وبعد سلسلة من الدعاوى القانونية، حُيّدت بشكل فعال كمستشارة من خلال منعها من التصويت على عقوبة الغرامات المالية الشديدة. حثها لانسبوري، خلال جلسات الاستماع على »إذهبي إلى السجن ودعي المجلس يدعمك عن طريق رفض إعلان مقعدك شاغرًا« لم تسلك كوبدن هذا الطريق. ولاقى مشروع قانون مقدم في مجلس العموم في مايو 1891 يسمح للنساء بالعمل في كمستشارات المقاطعة تأييدًا قليلًا بين أعضاء البرلمان من أي حزب؛ لم تُمنح النساء هذا الحق حتى عام 1907.
حصل لانسبوري على دعم فاتر لحقوق المرأة من قبل حزبه. وفي رسالة نُشرت في بّول مول غازيتيه قام بنداء مفتوح لليبراليي باو وبروملي لكي »يتخلصوا من الشعور الحزبي ويلقوا بالطاقة والقدرة التي يهدرونها الآن على المسائل الصغيرة على ... تأمين حقوق المواطنة التامة لكل امرأة في الأرض« خاب أمله أكثر بفشل حزبه في إقرار الحد الأقصى ليوم العمل والذي يبلغ ثماني ساعات. شكَّل لانسبوري الرأي، الذي عبَّر عنه بعد بضعة سنوات بأن »الليبرالية سوف تتقدم حسب المسافة التي تسمح لها أكياس أموال الرأسمالية بالتقدم«. بحلول عام 1892 لم يعد لانسبوري يشعر أن الليبراليين هم موطنه السياسي؛ كان العديد من شركائه وقتها اشتراكيين مجاهرين: ويليام موريس، وإيلينور ماركس، وجون برنز وهنري مايرز هيندمان، مؤسس الاتحاد الديمقراطي الاشتراكي (أس دي أف). ومع ذلك، لم يستقيل لانسبوري من الليبراليين حتى أكمل التزامه بالعمل وكيلًا للانتخابات لجون موراي ماكدونالد، المرشح الليبرالي المحتمل لباو وبروملي. شاهد فوز مرشحه في الانتخابات العامة ليوليو 1892؛ وبمجرد إعلان النتيجة، استقال لانسبوري من الحزب الليبرالي وانضم إلى الأس دي أف.

## روابط خارجية
- جورج لانسبوري على موقع IMDb (الإنجليزية)
- جورج لانسبوري على موقع الموسوعة البريطانية (الإنجليزية)